# Velefique
Velefique és una localitat de la província d'Almeria. L'any 2005 tenia 261 habitants. La seva extensió superficial és de 65 km² i té una densitat de 4,0 hab/km². Està situada a una altitud de 930 metres i a 48 quilòmetres de la capital de la província, Almeria.

## Demografia
| 1996 | 1998 | 1999 | 2000 | 2001 | 2002 | 2003 | 2004 | 2005 | 2006 |
| ---- | ---- | ---- | ---- | ---- | ---- | ---- | ---- | ---- | ---- |
| 348  | 312  | 313  | 314  | 318  | 310  | 284  | 263  | 261  | 250  |